# Teolo
Teolo település Olaszországban, Veneto régióban, Padova megyében. Lakosainak száma 8865 fő (2023. január 1.). Teolo Abano Terme, Cervarese Santa Croce, Rovolon, Saccolongo, Selvazzano Dentro, Torreglia, Galzignano Terme és Vo’ községekkel határos.

## Népesség
A település lakossága az elmúlt években az alábbi módon változott:
| Lakosok száma | 9044 | 9014 | 8865 |
|               | 2017 | 2018 | 2023 |